# Норвежани
Норвежани (норв. nordmenn) представљају нацију и етничку групу чија је матица у Норвешкој. Они деле заједничку културу и говоре норвешки језик. Норвежани и њихови потомци могу се наћи у мигрантских заједница широм света, а посебно у Сједињеним Америчким Државама, Канади, Аустралији и Бразилу.
Укупан број Норвежана је око 10 милиона. Традиционална религија: лутерани.